# Bahundangi
Bahundangi (en népalais : बाहुनडाँगी) est un comité de développement villageois du Népal situé dans le district de Jhapa. Au recensement de 2011, il comptait 23 822 habitants.